# Alkmeon
Alkmeon (grč. Ἀλκμαίων, živio oko 500. pr. Kr.), grčki filozof i liječnik iz Krotona, Pitagorin učenik.
U duhu pitagorejskog dualizma, naučavao je da svim stvarima vlada dvojstvo ili suprotnost (dobro i zlo, konačno i beskonačno itd.).
Napisao je, danas izgubljeno, filozofsko djelo O prirodi. 
U psihologiji je lučio osjetilno opažanje od mišljenja. Po njemu se čovjek bitno razlikuje od drugih živih bića, jer jedino on razumijeva, dok druga bića samo opažaju, no bez razumijevanja.
Bavio se i empirijskim istraživanjima. Secirao je životinje. Zbog svoje teorije o primanju osjetnih dojmova smatra se osnivačem fiziologije. Alkmeonu se pripisuju otkrića očnog živca i Eustahijeve cijevi. Nadasve je značajna njegova teza da je sjedište osjeta i inteligencije u mozgu a ne u srcu. Zanimljiva su i druga njegova medicinska gledišta, posebno definicija zdravlja kao ravnoteže materijalnih elemenata u tijelu.